# Kasper Thorsen Lien
Kasper Thorsen Lien (* 15. April 2001 in Fredrikstad) ist ein norwegischer Handballspieler.

## Karriere

### Im Verein
Kasper Lien spielte zunächst für Sarpsborg IL bevor er 2019 zu Halden HK wechselte. Nach zwei Jahren ging er 2021 zu Elverum Håndball. Mit Elverum spielte er in der EHF European League und der EHF Champions League. Zudem konnte er 2022 mit Elverum die norwegische Meisterschaft gewinnen. Im Sommer 2025 wechselte er zum deutschen Erstligisten TVB Stuttgart.

### In Auswahlmannschaften
Im Januar 2021 gab er sein Debüt für die norwegischen Nationalmannschaft gegen Belarus. Bei der Weltmeisterschaft 2025 warf er 15 Tore in sechs Spielen und erreichte mit der Auswahl den 10. Platz.